# Moonlight for Two
Pour plus de détails, voir Fiche technique et Distribution.
Moonlight for Two est un film américain d'animation réalisé par Rudolf Ising, sorti en 1932.
Produit par Leon Schlesinger et distribué par Warner Bros., ce cartoon fait partie de la série Merrie Melodies.

## Synopsis
Goopy Geer courtise un autre chien à la danse. Sur le chemin, leur panneau se brise et devient une brouette. Les problèmes surviennent à la danse, quand un ours a un fusil de chasse, mais tout se passe bien grâce à un réchaud.

## Fiche technique
- Réalisation : Rudolf Ising
- Production : Leon Schlesinger Studios
- Musique originale : Frank Marsales
- Montage : Treg Brown
- Format : 35 mm, ratio 1.37 :1, noir et blanc, mono
- Durée : 7 minutes
- Pays de production :  États-Unis
- Langue : anglais
- Genre : animation
- Distribution : 
  - 1932 : Warner Bros. Pictures cinéma
- Date de sortie : 
  - États-Unis : 11 juin 1932